# Cercle de l'Amistat
El Cercle de l'Amistat (en anglès: Friendship Circle) és una organització benèfica per a nens i joves amb necessitats especials. L'organització està dirigida pel moviment jasídico Jabad Lubavitch. L'organització aparella a estudiants voluntaris jueus de l'escola secundària amb nens amb necessitats especials.
Organitza caminades per recaptar fons per a nens amb necessitats especials, altres iniciatives inclouen subhastes d'art. Una secció de New Jersey del Cercle de l'Amistat ha anunciat la construcció d'un centre "LifeTown" en Livingston, NJ. LifeTown es concep com un centre polifacètic on els joves amb necessitats especials poden aprendre habilitats per a la vida en un ambient de suport. El centre tindrà instal·lacions de teràpia i salut, així com un centre aquàtic. Part de LifeTown serà Life Village, i estarà format per botigues i negocis on els joves poden aprendre habilitats per a la vida amb l'ajuda de voluntaris i personal professional.
S'estima que el centre costa 13 milions de dòlars i pot proporcionar serveis a 30.000 joves cada any. El centre s'inspira en un centre de Michigan. Algunes seccions s'han dedicat a fundar programes d'empreses socials que emplean a joves amb necessitats especials, com a fleques i tendes de segona mà.